# تپه فردوس
تپه فردوس مربوط به دوران‌های تاریخی پس از اسلام است و در شهر شهریار، شرق جاده رباط کریم به شهریار واقع شده و این اثر در تاریخ ۵ آذر ۱۳۷۹ با شمارهٔ ثبت ۲۸۹۲ به‌عنوان یکی از آثار ملی ایران به ثبت رسیده است.